# Яшалтинський район
Яшалтинський район (рос. Яшалтинский район) — адміністративна одиниця Республіки Калмикія Російської Федерації.
Адміністративний центр — село Яшалта.

## Адміністративний поділ
До складу району входять 11 сільських поселень:
1. Багатугтунське сільське поселення — центр село Бага-Тугтун. Об'єднує селища Бага-Тугтун, Гюдік, Красний Манич, Новая Жизнь і Пролетарський
2. Березовське сільське поселення — центр село Березовське. Об'єднує села Березовське і Краснопольє
3. Веселовське сільське поселення — центр село Веселе. Об'єднує села Веселе, Зернове і Теєгін Нур
4. Есто-Алтайське сільське поселення — центр селище Есто-Алтай. Об'єднує селища Есто-Алтай і село Сладке
5. Красномихайловське сільське поселення — центр село Красномихайловське. Об'єднує селище Ікі-Чонос, села Матросово і Красномихайловське.
6. Краснопартизанське сільське поселення — центр село Красний партизан
7. Маницьке сільське поселення — центр селище Маницький. Об'єднує селища Маницький, Шовгр Толга і Еркетен.
8. Октябрське сільське поселення — центр селище Октябрський. Об'єднує селища Дунд-Джалг, Ліманний і Октябрський
9. Соленовське сільське поселення — центр село Солене
10. Ульяновське сільське поселення — центр село Ульяновське
11. Яшалтинське сільське поселення — центр село Яшалта